# Frank Van Mechelen
Pour les articles homonymes, voir Van Mechelen.
Frank Van Mechelen est un réalisateur belge.

## Biographie
Frank Van Mechelen commence sa carrière en tant que réalisateur de séries télévisées, comme Wittekerke (nl), Ons Geluk (nl), Heterdaad (nl), De Mol, Engeltjes, Stille Waters (nl), Familie Backeljau (nl) et quelques épisodes de la série Aspe (nl).
Au début 2013, il réalise la série Albert II, sur la maison royale belge. Il produit la série télévisée Salamander (2012-2013).

## Filmographie

### Cinéma
- 2005 : De Indringer
- 2006 : De hel van Tanger
- 2011 : Germaine (Groenten uit Balen)

### Télévision
- 2021 : Sophie Cross, série télévisée